# Xelim somaliano
O xelim somaliano ou xelim somali (símbolo: Sh.So.; em inglês: shilling; em somaliano: shillin; em árabe: شلن‎; em italiano: scellino; código ISO 4217: SOS) é a moeda oficial da República Federal da Somália. Divide-se em 100 cêntimos (em inglês: cents; em somaliano: senti; em árabe: سنت; em italiano: centesimi).
1. ↑  «Serviço das Publicações — Código de Redação Interinstitucional — Anexo A5 — Lista dos Estados, territórios e moedas». publications.europa.eu. Consultado em 26 de janeiro de 2024